# Damidrott

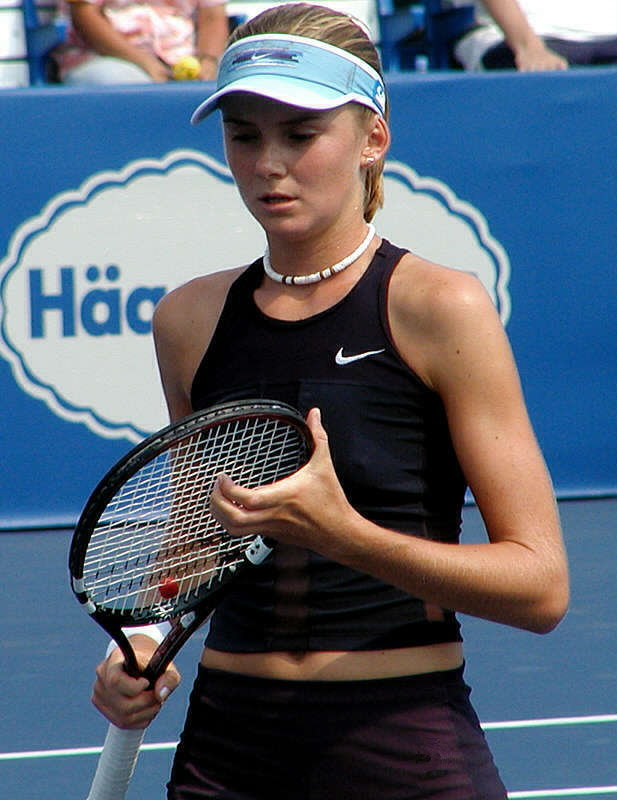
Daniela Hantuchová, slovakisk tennisspelare.

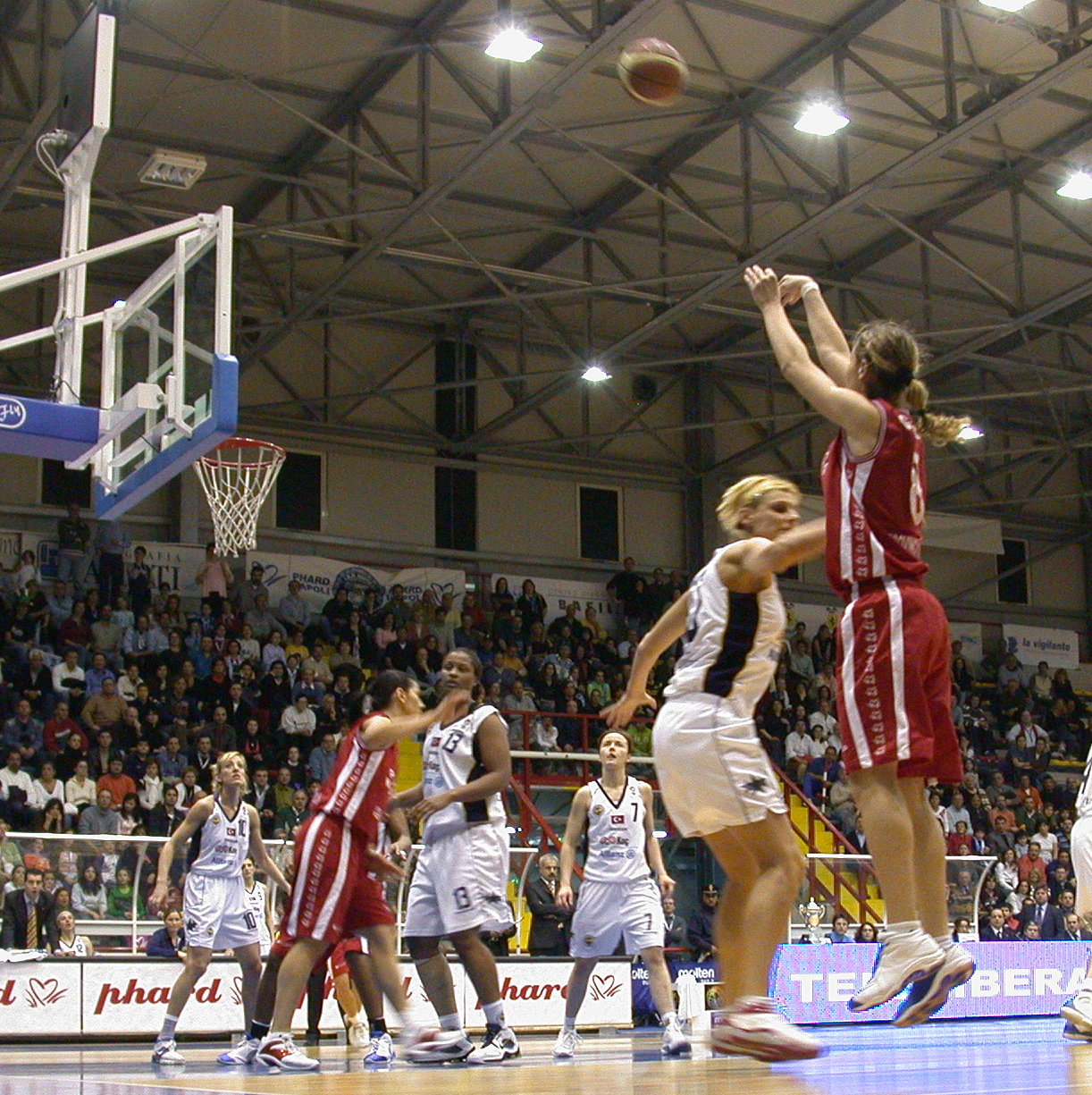
Basketmatch i FIBA Euroleague Women säsongen 2004/2005.

Begreppet damidrott syftar oftast på kvinnors organiserade idrottande, vanligtvis i separat indelningsklass, en så kallad "'damklass'". Damidrotten har oftast varit en vidareutveckling av herridrotten, som har utgjort normen för idrott i väsentligen de flesta idrottande kulturer. Oftast har damernas idrottande varit begränsat till ett betydligt mindre antal grenar, framförallt mindre fysiskt krävande, inom bland annat bollsporter (som basket, bordtennis, handboll och volleyboll), friidrott (tidigare enbart vissa grenar), gymnastik, ridning, simning, skidsport, sportskytte och tennis.

## Historia
I antikens olympiska spel fick inte damer delta som tävlande, i stället hölls de särskilda Heraiaspelen. Åren 1921 till 1934 hölls särskilda internationella damtävlingar (Damspelen 1921, 1922 och 1923 i Monte Carlo, 1924 i London och 1931 i Florens) och damolympiader (1922 i Paris, 1926 i Göteborg, 1930 i Prag och 1934 i London).
Första Svenska mästerskapen i friidrott för damer hölls 31 juli 1927 i Lidköping och först vid OS 1928 i Amsterdam tilläts kvinnor tävla i friidrott på Olympiska spelen även om det då var i ganska få grenar. Antalet grenar med damklass utökades senare.
Första Europamästerskapen i friidrott för damer hölls 17–18 september 1938 i Wien (herrtävlingen hölls separat i Paris). Vid de första Världsmästerskapen i friidrott 1983 i Helsingfors tävlade damer och herrar samtidigt.
Sedan dess har sporten blivit mer jämställd och idag tävlar kvinnor och män i princip samma grenar. Den enda skillnaden är att män tävlar i tiokamp och kvinnor i sjukamp samt att män och kvinnor springer olika långt i häcklöpning. Även i längdskidåkning förekommer fortfarande olika distanslängder i herr- och damloppen.
Under 1900-talet, framförallt sista fjärdedelen, ökade det organiserade damidrottandet med definitivt genombrott under 1970-talet, då bland annat damernas organiserade bandy och fotboll slog igenom på många håll, vilket på många håll i världen speglade en samhällsutveckling med jämställdhet som ideal. Framförallt från slutet av 1980-talet påverkade detta även mycket fysiskt krävande sporter som tidigare ansetts väldigt "grabbiga", till exempel boxning, ishockey och rugby.
Andelen kvinnor i idrottsvärlden är stigande i större delen av världen, särskilt i olympiska spelen och andra internationella tävlingar. Än så länge är antalet professionella idrottskvinnor oftast litet i förhållande till männen. De finns framförallt i individuella bollsporter som golf och tennis. Med damidrottandets framväxt har det i mediarapportering blivit allt viktigare att inte bara tala om vilken sport det rör, utom även vilken könsindelningsklass tävlingen rör.
I Östeuropa utvecklades framförallt under kommunismens dagar vid 1900-talets mitt framgångsrik damidrott.

## Damidrott i Sverige

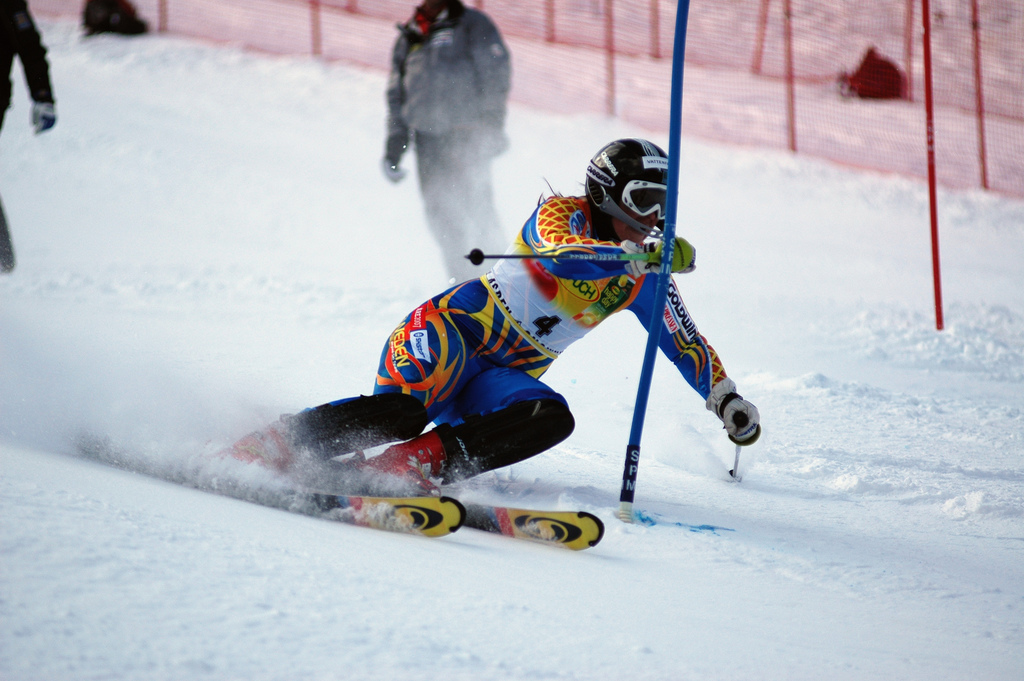
Sveriges Anja Pärson tar sig nerför skidbacken.

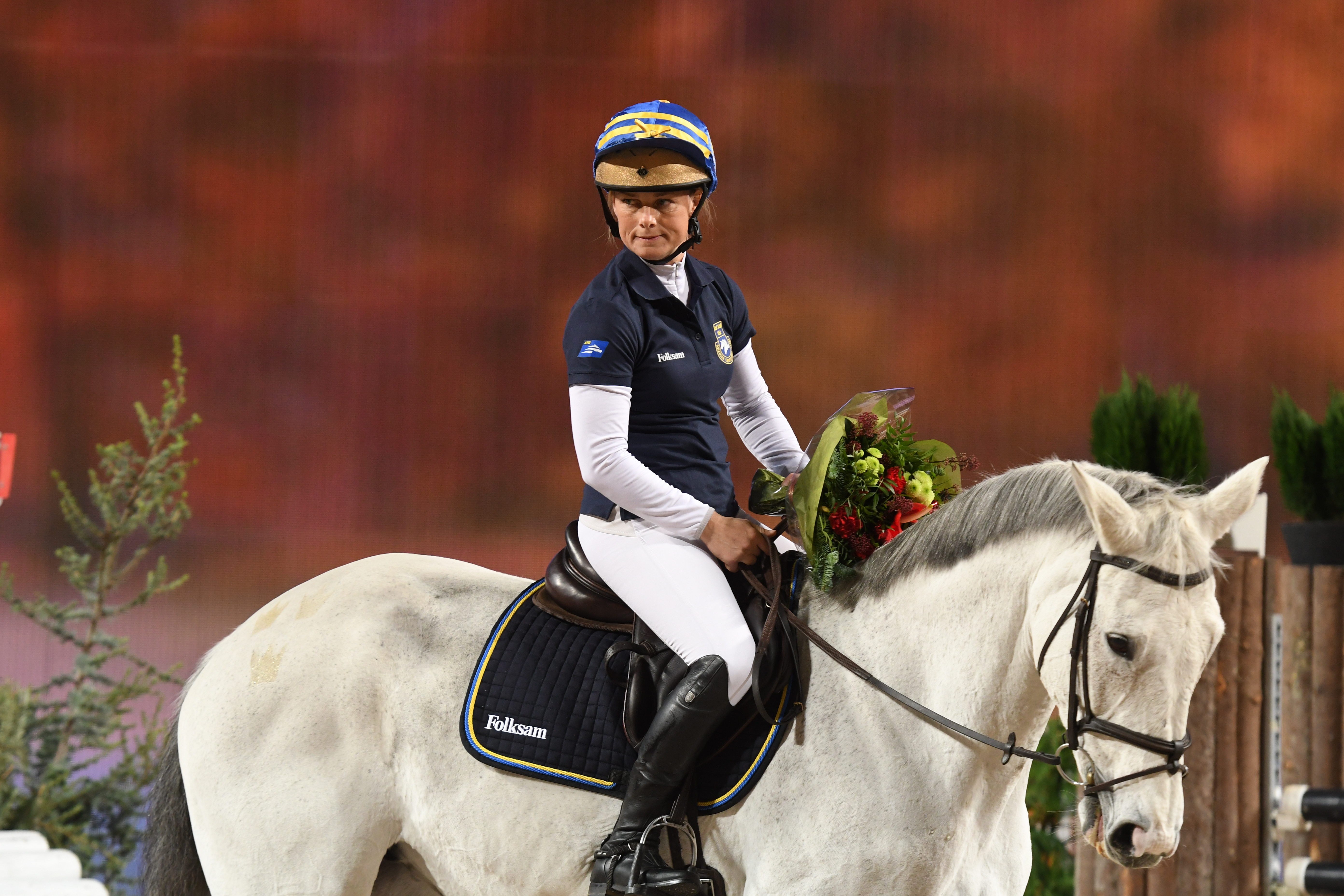
Sara Algotsson Ostholt 2018

Sverige har jämfört med flera andra länder relativt välutvecklad damidrott inom flera grenar, och i vissa sporter, bland annat alpin skidåkning och skidskytte, har de svenska damerna på grund av större framgångar under vissa säsonger fått större massmedial uppmärksamhet än herrarna.
De största damidrotterna i Sverige, räknat per antal registrerade utövare år 2007, är friidrott (253 000), fotboll (197 000) och gymnastik (195 000). Inom till exempel friidrott, gymnastik och ridsport finns det i Sverige fler kvinnliga än manliga utövare.
De första svenska dammästerskapen friidrott avgjordes 1927 i Lidköping.
I april 2016 meddelade SVT Sport att en kraftig ökning av publiksiffrorna under damidrottsevenemang i Sverige. SVT Sport meddelade även i april 2017 att statistiken visade att publiken på svensk damidrott framför allt finns i de norra delarna av Sverige, främst i Norrbotten.